# The Muse Soundtrack
The Muse: Original Motion Picture Soundtrack è una colonna sonora composta dall'artista britannico Elton John. Fu pubblicata il 24 agosto 1999.

## Il disco
Si tratta della terza colonna sonora di Elton, dopo Friends Soundtrack (1971)  e The Lion King Soundtrack (1994). Il film di riferimento è The Muse (in Italia La dea del successo). Elton si cimenta con risultati soddisfacenti in brani chiaramente influenzati dalla musica classica, quasi tutti strumentali; l'unico brano cantato dalla rockstar (con testo di Bernie Taupin) è la penultima traccia, la title track The Muse. L'ultima canzone del disco non è altro che un remissaggio della canzone in questione.
Lo scarsissimo successo commerciale del film azzoppò questa colonna sonora, non facendola entrare in classifica né negli Stati Uniti né nel Regno Unito; non furono nemmeno distribuiti dei singoli. Tutto questo rese The Muse Soundtrack uno degli album eltoniani meno conosciuti dal grande pubblico.

## Tracce
1. Driving Home
2. Driving to Universal
3. Driving to Jack's
4. Walk of Shame
5. Better Have a Gift
6. The Wrong Gift
7. The Aquarium
8. Are We Laughing
9. Take a Walk with Me
10. What Should I Do?
11. Back to the Aquarium
12. Steven Redecorates
13. To the Guesthouse
14. The Cookie Factory
15. Multiple Personality
16. Sarah Escapes
17. Back to Paramount
18. Meet Christine
19. The Muse
20. The Muse (Remix di Jermaine Dupri)